# Nati nel 1790
| Questa pagina contiene informazioni ricavate automaticamente dalle voci biografiche con l'ausilio del template Bio e di un bot. L'aggiornamento è periodico e automatico e ricostruisce completamente la pagina. Se manca una persona in questa lista, sei pregato di non aggiungerla, ma accertati piuttosto che la sua voce biografica contenga il template Bio e che i dati anagrafici siano correttamente compilati. Se il template Bio manca, inseriscilo tu stesso o, in alternativa, metti l'avviso {{tmp\|Bio}} che ne segnala la mancanza. Se i dati riportati sono sbagliati, correggi direttamente la voce biografica; le modifiche saranno visibili in questa lista entro pochi giorni. Per chiarimenti vedi il progetto biografie. La lista contiene solo le 222 persone che sono citate nell'enciclopedia e per le quali è stato implementato correttamente il template Bio. Pagina aggiornata al 26 giu 2025. |

## Gennaio(20)
- 1º gennaio - George Petrie, pittore, musicista e archeologo irlandese († 1866)
- 1º gennaio - Valerio Valeri, compositore italiano († 1858)
- 2 gennaio - Spencer Compton, II marchese di Northampton, nobile inglese († 1851)
- 5 gennaio - Stefano Marianini, fisico italiano († 1866)
- 5 gennaio - Melchor Múzquiz, generale e politico messicano († 1844)
- 6 gennaio - Richard Musgrave, III baronetto di Tourin, politico irlandese († 1859)
- 9 gennaio - Martin-Pierre Gauthier, architetto francese († 1855)
- 14 gennaio - Feliks Paweł Jarocki, zoologo e entomologo polacco († 1865)
- 19 gennaio - Per Daniel Amadeus Atterbom, scrittore svedese († 1855)
- 20 gennaio - John Blackwall, naturalista e aracnologo britannico († 1881)
- 20 gennaio - Nicola Covelli, mineralogista italiano († 1829)
- 20 gennaio - Louis-Antoine Macarel, giurista e avvocato francese († 1851)
- 20 gennaio - Luigi Pini, cornista italiano († 1848)
- 23 gennaio - Tommaso Grossi, scrittore, poeta e notaio italiano († 1853)
- 23 gennaio - Johann Jakob Heckel, zoologo austriaco († 1857)
- 25 gennaio - Moritz Michael Daffinger, pittore e miniatore austriaco († 1849)
- 25 gennaio - William Henry Sykes, militare, politico e ornitologo inglese († 1872)
- 26 gennaio - Gioacchino Prati, patriota italiano († 1863)
- 27 gennaio - Juan N. Álvarez, generale e politico messicano († 1867)
- 27 gennaio - William Davies Evans, scacchista gallese († 1872)

## Febbraio(16)
- 1º febbraio - Benedetto D'Acquisto, arcivescovo cattolico, teologo e filosofo italiano († 1867)
- 1º febbraio - Metilde Viscontini Dembowski, patriota italiana († 1825)
- 2 febbraio - Domenico Donzelli, tenore italiano († 1873)
- 2 febbraio - William Elford Leach, biologo inglese († 1836)
- 3 febbraio - Gideon Mantell, geologo, paleontologo e medico britannico († 1852)
- 4 febbraio - John Bachman, naturalista statunitense († 1874)
- 7 febbraio - Agostino Gallo, biografo, storico e critico d'arte italiano († 1872)
- 10 febbraio - Henry FitzRoy, V duca di Grafton, nobile e politico britannico († 1863)
- 11 febbraio - Ignaz Assmayer, compositore austriaco († 1862)
- 12 febbraio - Diego José Benavente, politico cileno († 1867)
- 12 febbraio - Jean Jacques Nicolas Huot, geologo, geografo e naturalista francese († 1845)
- 14 febbraio - David E. Twiggs, generale statunitense († 1862)
- 16 febbraio - Tommaso Gazzarrini, pittore italiano († 1853)
- 22 febbraio - Giovanni Battista Biscarra, pittore, scultore e litografo italiano († 1851)
- 23 febbraio - George Samuel Perrottet, botanico svizzero († 1870)
- 25 febbraio - Juan Álvarez Mendizábal, politico e economista spagnolo († 1853)

## Marzo(15)
- 1º marzo - Enrico XIX di Reuss-Greiz, principe († 1836)
- 3 marzo - John Austin, giurista e filosofo britannico († 1859)
- 6 marzo - Jacques Arago, scrittore francese († 1855)
- 6 marzo - Désiré-Raoul Rochette, archeologo e numismatico francese († 1854)
- 7 marzo - Władysław Ostrowski, militare polacco († 1869)
- 10 marzo - Nicola Mazza, presbitero e educatore italiano († 1865)
- 11 marzo - Ignaz von Rudhart, giurista e politico tedesco († 1838)
- 12 marzo - John Frederic Daniell, chimico e meteorologo inglese († 1845)
- 12 marzo - François-Xavier Le Chauff de la Blanchetière, generale francese († 1843)
- 14 marzo - Lorenzo Picolet, magistrato e politico italiano
- 15 marzo - Nicola Vaccaj, compositore e insegnante italiano († 1848)
- 18 marzo - Astolphe de Custine, viaggiatore e scrittore francese († 1857)
- 23 marzo - Alexandre-Louis-Guillaume Viguier, botanico e medico francese († 1867)
- 26 marzo - Giuseppe Stuard, collezionista d'arte italiano († 1834)
- 29 marzo - John Tyler, politico statunitense († 1862)

## Aprile(7)
- 5 aprile - Cornelis Richard Anton van Bommel, vescovo cattolico olandese († 1852)
- 9 aprile - Elisabetta Vendramini, religiosa italiana († 1860)
- 11 aprile - George R. Gilmer, politico statunitense († 1859)
- 20 aprile - Ludwig Hermann Friedländer, medico, viaggiatore e scrittore tedesco († 1851)
- 21 aprile - Manuel Blanco Encalada, ammiraglio e politico cileno († 1876)
- 24 aprile - Jean Baptiste Fidèle Bréa, generale francese († 1848)
- 30 aprile - Karl Wilhelm von Willisen, generale prussiano († 1879)

## Maggio(17)
- 4 maggio - Giuseppe Borghi, letterato italiano († 1847)
- 8 maggio - Anton Sminck van Pitloo, pittore olandese († 1837)
- 8 maggio - George Russell, politico e militare inglese († 1846)
- 9 maggio - Louis-Denis Caillouette, scultore francese († 1868)
- 10 maggio - François Dubois, pittore francese († 1871)
- 12 maggio - Johannes Carsten Hauch, poeta danese († 1872)
- 21 maggio - William Cavendish, VI duca di Devonshire, nobile e politico inglese († 1858)
- 22 maggio - Giuseppe Ciccimarra, cantante lirico italiano († 1836)
- 22 maggio - Bianca Milesi, patriota, scrittrice e pittrice italiana († 1849)
- 23 maggio - Jules Dumont d'Urville, ammiraglio e esploratore francese († 1842)
- 23 maggio - James Pradier, scultore e pittore svizzero († 1852)
- 24 maggio - John Davy, chimico britannico († 1868)
- 25 maggio - Ekaterina Petrovna Sojmonova, nobildonna russa († 1873)
- 26 maggio - Albert Goblet d'Alviella, militare e politico belga († 1873)
- 27 maggio - Giuseppina Negrelli, italiana († 1842)
- 30 maggio - John Herapath, fisico e astronomo inglese († 1868)
- 31 maggio - Raymond Monvoisin, pittore francese († 1870)

## Giugno(18)
- 1º giugno - Ferdinand Raimund, drammaturgo austriaco († 1836)
- 2 giugno - Ivan Illarionovič Voroncov-Daškov, nobile e diplomatico russo († 1854)
- 9 giugno - Abel-François Villemain, scrittore e politico francese († 1870)
- 10 giugno - Louis Joseph Daussoigne-Méhul, compositore francese († 1875)
- 13 giugno - José Antonio Páez, politico venezuelano († 1873)
- 15 giugno - François-Christian Gau, architetto tedesco († 1853)
- 17 giugno - Abel Parker Upshur, politico statunitense († 1844)
- 18 giugno - John Eaton, politico e diplomatico statunitense († 1856)
- 19 giugno - John Gibson, scultore britannico († 1866)
- 20 giugno - Thomas Edward Bowdich, naturalista, esploratore e zoologo inglese († 1824)
- 23 giugno - Cesare Capoquadri, giurista italiano († 1871)
- 24 giugno - Helena Ekblom, scrittrice e predicatrice svedese († 1859)
- 24 giugno - Georg Wilding, nobile, diplomatico e militare tedesco († 1841)
- 25 giugno - Gian Lorenzo Cantù, medico e politico italiano († 1869)
- 25 giugno - Antonietta Pallerini, ballerina italiana († 1870)
- 25 giugno - Vitório Maria de Sousa Coutinho, politico e militare portoghese († 1857)
- 26 giugno - Vincenzo Scarpa, presbitero italiano († 1854)
- 27 giugno - Giovanni Salzano de Luna, generale italiano († 1865)

## Luglio(13)
- 2 luglio - Leopoldo di Borbone-Due Sicilie, principe italiano († 1851)
- 3 luglio - George Brown, generale inglese († 1865)
- 4 luglio - George Everest, geografo e cartografo britannico († 1866)
- 4 luglio - Moritz von Hirschfeld, generale prussiano († 1859)
- 4 luglio - Agostino Reale, giurista e patriota italiano († 1855)
- 6 luglio - Giuseppe Tominz, pittore italiano († 1866)
- 12 luglio - Efisio Falqui Pes, ufficiale italiano
- 13 luglio - Georg Karl Berendt, medico, paleontologo e aracnologo tedesco († 1850)
- 15 luglio - William Henry Playfair, architetto britannico († 1857)
- 21 luglio - Friedrich Karl Hermann Kruse, storico tedesco († 1866)
- 28 luglio - Ivan Petrovič Liprandi, generale e storico russo († 1880)
- 29 luglio - Sunjo di Joseon, re coreano († 1834)
- 31 luglio - Girolamo Tornielli di Borgo Lavezzaro, politico italiano († 1863)

## Agosto(24)
- 2 agosto - Vincenzo Ottaviani, medico, micologo e botanico italiano († 1853)
- 5 agosto - Jabez Y. Jackson, politico statunitense
- 5 agosto - François Jacques de Larderel, ingegnere, imprenditore e nobile francese († 1858)
- 6 agosto - Eusebio Bava, generale e politico italiano († 1854)
- 6 agosto - Frederikke Dannemand, nobile danese († 1862)
- 7 agosto - Jean Claude Colin, religioso francese († 1875)
- 7 agosto - Stefano Paulovich-Lucich, vescovo cattolico dalmata († 1853)
- 10 agosto - George McDuffie, politico statunitense († 1851)
- 10 agosto - Mariano Melgar, poeta peruviano († 1815)
- 13 agosto - Florentia Sale, viaggiatrice e scrittrice britannica († 1853)
- 14 agosto - Luigi Maroni Biroldi, organaro italiano († 1842)
- 17 agosto - Coriolano Malingri di Bagnolo, traduttore, poeta e politico italiano († 1855)
- 19 agosto - Giuseppe De Fabris, scultore e pittore italiano († 1860)
- 20 agosto - Giovanni Francesco Avesani, avvocato, patriota e politico italiano († 1861)
- 21 agosto - Joaquín Vizcaíno, militare, politico e filantropo spagnolo († 1840)
- 22 agosto - Charles-Gaspard Delestre-Poirson, drammaturgo e librettista francese († 1859)
- 25 agosto - Hans Birch Dahlerup, ammiraglio danese († 1872)
- 25 agosto - Louis-Prudent Douillard, architetto francese († 1869)
- 25 agosto - Nicola Maresca Donnorso di Serracapriola, diplomatico e politico italiano († 1870)
- 26 agosto - Giovanni Marchetti, poeta e politico italiano († 1852)
- 28 agosto - Pierre-Marie Mermier, presbitero francese († 1862)
- 29 agosto - Leopoldo di Baden, sovrano tedesco († 1852)
- 30 agosto - Christian Eric Fahlcrantz, scrittore svedese († 1866)
- 31 agosto - Jean-François Barthès, gesuita francese († 1861)

## Settembre(18)
- 4 settembre - Joseph Anton von Maffei, imprenditore e ingegnere tedesco († 1870)
- 5 settembre - Giacomo Oneto, banchiere e politico italiano († 1873)
- 6 settembre - Vera Fëdorovna Gagarina, nobildonna russa († 1886)
- 6 settembre - Agostino Saccozzi, generale italiano († 1865)
- 7 settembre - Giuseppe Craffonara, pittore italiano († 1837)
- 7 settembre - Bertrand-Sévère Mascarou-Laurence, vescovo cattolico francese († 1870)
- 8 settembre - Edward Law, I conte di Ellenborough, politico britannico († 1871)
- 11 settembre - Manfredo Giovanni Battista Bellati, vescovo cattolico italiano († 1869)
- 13 settembre - Francesco Sampieri, compositore italiano († 1863)
- 14 settembre - Giovan Battista Pica, politico italiano († 1872)
- 14 settembre - August von Stwrtnik, generale austriaco († 1869)
- 15 settembre - Giovanni David, tenore italiano († 1864)
- 17 settembre - Leopold von Gerlach, generale prussiano († 1861)
- 20 settembre - Catherine Crowe, scrittrice britannica († 1872)
- 22 settembre - Augustus Baldwin Longstreet, scrittore, avvocato e predicatore statunitense († 1870)
- 24 settembre - Roberto Taparelli d'Azeglio, politico italiano († 1862)
- 26 settembre - Nassau Senior, economista inglese († 1864)
- 27 settembre - Giuseppe Alinovi, compositore italiano († 1869)

## Ottobre(12)
- 3 ottobre - John Ross, nativo americano († 1866)
- 8 ottobre - Waldemar Thrane, direttore d'orchestra e compositore norvegese († 1828)
- 14 ottobre - Thursday October Christian, politico britannico († 1831)
- 21 ottobre - Alphonse de Lamartine, poeta, scrittore e storico francese († 1869)
- 21 ottobre - Carlo Ilarione Petitti di Roreto, economista e politico italiano († 1850)
- 23 ottobre - Carlo Francesco del Liechtenstein, generale e politico austriaco († 1865)
- 25 ottobre - Robert Stirling, inventore e pastore protestante scozzese († 1878)
- 29 ottobre - Adolph Diesterweg, educatore e politico tedesco († 1866)
- 29 ottobre - Alessandro Massaroni, brigante italiano († 1821)
- 30 ottobre - Vito Capialbi, letterato, storico e archeologo italiano († 1853)
- 30 ottobre - Karol Lipiński, violinista e compositore polacco († 1861)
- 31 ottobre - Francisco Javier de Istúriz, politico e diplomatico spagnolo († 1871)

## Novembre(13)
- 7 novembre - Luigi Legnani, chitarrista e compositore italiano († 1877)
- 10 novembre - Jean René Constant Quoy, zoologo e naturalista francese († 1869)
- 11 novembre - Joseph Kreutzer, violinista e compositore tedesco († 1840)
- 12 novembre - Letitia Tyler, first lady statunitense († 1842)
- 17 novembre - August Ferdinand Möbius, matematico e astronomo tedesco († 1868)
- 19 novembre - Isabel Calvimontes, patriota argentina († 1855)
- 21 novembre - Edmund Lyons, militare e diplomatico britannico († 1858)
- 22 novembre - Francesco Pozzi, scultore italiano († 1844)
- 23 novembre - Domenico III Orsini d'Aragona, XVII duca di Gravina, nobile e politico italiano († 1874)
- 25 novembre - Johann Joseph Achermann, pittore svizzero († 1845)
- 25 novembre - Giovan Battista Borghesi, pittore italiano († 1846)
- 26 novembre - Giuseppe Bertolini, ingegnere italiano († 1855)
- 27 novembre - Alexandre Ferdinand Parseval-Deschênes, militare e politico francese († 1860)

## Dicembre(15)
- 3 dicembre - Filippo Quaranta, politico italiano († 1873)
- 6 dicembre - Jean Baptiste Philibert Vaillant, generale francese († 1872)
- 10 dicembre - Jakob Philipp Fallmerayer, viaggiatore, giornalista e politico austro-ungarico († 1861)
- 12 dicembre - Gaetano Forte, pittore italiano († 1871)
- 13 dicembre - Giuseppe Fieschi, rivoluzionario francese († 1836)
- 14 dicembre - Federico Colla, funzionario e politico italiano († 1879)
- 15 dicembre - Luigi Rossini, incisore italiano († 1857)
- 16 dicembre - Leopoldo I del Belgio, re († 1865)
- 18 dicembre - Carlo Castelli, generale e rivoluzionario italiano († 1860)
- 18 dicembre - Jules Germain Cloquet, chirurgo e anatomista francese († 1883)
- 19 dicembre - William Edward Parry, ammiraglio, astronomo e esploratore inglese († 1855)
- 20 dicembre - August Wilhelm Henschel, medico, botanico e storico della scienza tedesco († 1856)
- 23 dicembre - Jean-François Champollion, archeologo e egittologo francese († 1832)
- 24 dicembre - Louis Alexis Beaudemoulin, ingegnere francese († 1877)
- 31 dicembre - Antonie Adamberger, attrice teatrale austriaca († 1867)

## Senza giorno specificato(34)
- Yosep VI Audo, ottomano († 1878)
- Giovan Carlo Baratta, scultore italiano († 1877)
- Francesco Basoli, incisore e pittore italiano († 1870)
- Karl Heinrich Bergius, botanico, entomologo e naturalista prussiano († 1818)
- Luigi Bettarini, architetto italiano († 1850)
- Giuseppe Boccaccio, pittore e scenografo italiano († 1852)
- Francesco Citarelli, scultore e pittore italiano († 1871)
- Vincenzo Colla, musicista italiano
- Edward Cowper, ingegnere e inventore britannico († 1852)
- Anna Mary Dashwood, nobildonna inglese († 1857)
- Carlo Alberto Donati, architetto e ingegnere svizzero († 1825)
- Thomas Doubleday, politico e scrittore britannico († 1870)
- Antonio Farina, tipografo italiano († 1873)
- Antonino Gentile, architetto italiano († 1834)
- Germano IV di Costantinopoli, arcivescovo ortodosso greco († 1853)
- Edward Griffith, naturalista e zoologo inglese († 1858)
- Alessandro Guidotti, patriota e generale italiano († 1848)
- Mariano Gálvez, politico guatemalteco († 1862)
- Hendrik Van der Haert, pittore e incisore belga († 1846)
- Teriitaria II, regina († 1858)
- Albero Alto, condottiero nativo americano
- Konstantinos Kanaris, ammiraglio e politico greco († 1877)
- Keisai Eisen, artista e scrittore giapponese († 1848)
- Bartolomeo Leotardi, politico italiano († 1870)
- Augustus Meineke, filologo classico tedesco († 1870)
- Andreas Metaxas, patriota e politico greco († 1860)
- Pietro Vo Dang Khoa, presbitero vietnamita († 1838)
- Ludwig Riedel, botanico tedesco († 1861)
- Francisco Ruiz-Tagle, politico cileno († 1860)
- Wilhelm Speyer, compositore tedesco († 1878)
- Giuseppe Spina, pittore italiano († 1861)
- Sergej Petrovič Trubeckoj, militare russo († 1860)
- Athanás Tsákalov, rivoluzionario greco († 1851)
- Pierre le Pelley III († 1839)